# Jamal Mouneimne
Jamal Riad Mouneimne, född 3 april 1971 i Beirut i Libanon, är en svensk politiker (socialdemokrat), som var riksdagsledamot (tjänstgörande ersättare för Katarina Köhler) 2015–2017 för Västerbottens läns valkrets. I riksdagen var han extra suppleant i utrikesutskottet.
Jamal Mouneimne är utbildad byggnadsingenjör från Umeå universitet och yrkesverksam som bygglovshandläggare och energirådgivare. Han har även drivit flera företag inom fastighets- och restaurangbranschen.[källa behövs]